# Natalja Vorobjova
Natalja Vitaljevna Vorobjova (ryska: Ната́лья Вита́льевна Воробьёва), född 27 maj 1991 i Tulun, Irkutsk oblast, är en rysk brottare som tog OS-guld i tungviktsbrottning vid de olympiska brottningstävlingarna 2012 i London. Vid olympiska sommarspelen 2016 tog hon silver i 69-kilosklassen.